# Command & Conquer: Renegade
Command & Conquer: Renegade är en förstapersonsskjutare utvecklad av Westwood Studios. Renegade, Sole Survivor och Tiberium (spel) är de enda spelen i Command & Conquer-serien som inte är realtidsstrategispel.

## Handling
Spelet utspelar sig under Command & Conquer: Tiberian Dawn, dvs. det första Tiberium kriget.
Man spelar som Nick 'Havoc' Parker, en commando (commando är en enhet i Tiberian Dawn) som jobbar för GDI.
Många av uppdragen är omgjorda scenarion från Tiberian Dawn.

## Spelupplägg
Spelet är till skillnad från andra Command & Conquer-spel som är realtidsstrategi medan Command & Conquer: Renegade är en förstapersonskjutare, spelaren kontrollerar Havoc och har tillgång till olika vapen och kan styra fordon, spelaren kan välja att spela i första personperspektiv eller tredje personperspektiv.
Spelet innehåller flera fordon och byggnader som förekommer i Tiberian Dawn.

## Recensioner i medier (i urval)
- IGN - 7.4[2]
- GameSpy - 3/5[3]
- Gamespot - 7.8[4]